# Wilma Rudolph
Wilma Glodean Rudolph (23 tháng 6 năm 1940 - 12 tháng 11 năm 1994) là một vận động viên chạy nước rút người Mỹ, sinh ra ở Saint Bethlehem, Tennessee. Bà đã trở thành nhà vô địch Olympic giữ kỷ lục thế giới và biểu tượng thể thao quốc tế trong lĩnh vực điền kinh sau những thành công trong năm 1956 và Thế vận hội Olympic 1960. Rudolph đã thi đấu ở nội dung chạy 200 mét và giành huy chương đồng ở nội dung tiếp sức 4 × 100 mét tại Thế vận hội Mùa hè 1956 tại Melbourne, Úc.Bà cũng đã giành được ba huy chương vàng, trong các sự kiện cá nhân 100 và 200 mét và tiếp sức 4 x 100 mét tại Thế vận hội Mùa hè 1960 ở Roma, Ý. Rudolph được ca ngợi là người phụ nữ nhanh nhất thế giới trong những năm 1960 và trở thành người phụ nữ Mỹ đầu tiên giành được ba huy chương vàng trong một Thế vận hội Olympic.
Nhờ sự phủ sóng truyền hình trên toàn thế giới về Thế vận hội Mùa hè 1960, Rudolph đã trở thành một ngôi sao quốc tế cùng với các vận động viên Olympic khác như Cassius Clay (sau này được gọi là Muhammad Ali), Oscar Robertson và Rafer Johnson, người đã thi đấu ở Ý.
Là nhà vô địch Olympic vào đầu những năm 1960, Rudolph là một trong những phụ nữ da đen nổi tiếng nhất ở Mỹ và nước ngoài. Cô trở thành hình mẫu cho các vận động viên da đen và nữ và những thành công tại Olympic của cô đã giúp nâng tầm điền kinh nữ ở Hoa Kỳ. Rudolph cũng được coi là nhà tiên phong về quyền công dân và quyền phụ nữ. Năm 1962, Rudolph từ giã sự nghiệp thi đấu khi đang ở đỉnh cao sự nghiệp thể thao với tư cách là người giữ kỷ lục thế giới trong các nội dung 100 mét và 200 mét cá nhân và chạy tiếp sức 4 × 100 mét. Sau khi tranh tài tại Thế vận hội Mùa hè 1960, cô sinh viên tốt nghiệp năm 1963 tại Đại học Bang Tennessee trở thành nhà giáo dục và huấn luyện viên. Rudolph qua đời vì bệnh ung thư não và cổ họng vào năm 1994. Những thành tựu của bà được tưởng nhớ bằng nhiều hình thức tôn vinh, bao gồm tem bưu chính Hoa Kỳ, phim tài liệu và phim truyền hình, cũng như trong nhiều ấn phẩm, đặc biệt là sách dành cho độc giả trẻ.